# Pont Boulet
Pour les articles homonymes, voir Boulet (homonymie).
Le pont Boulet  est un pont routier de type bow-string en béton armé franchissant le Vidourle, fleuve côtier qui sépare les départements de l'Hérault et du Gard. Il a été ouvert à la circulation en 1927 et porte le nom de Pierre Boulet qui batailla pour sa construction.

## Localisation
Le pont Boulet franchit le Vidourle, entre les communes de Marsillargues dans l’Hérault à l'ouest et d'Aimargues dans le Gard à l'est. Il est construit entre l'ancien barrage au Nord (servant pour l'usine hydroélectrique côté Hérault et pour le moulin à eau côté Gard) et l'ancien pont au Sud.

### Photographies du pont Boulet

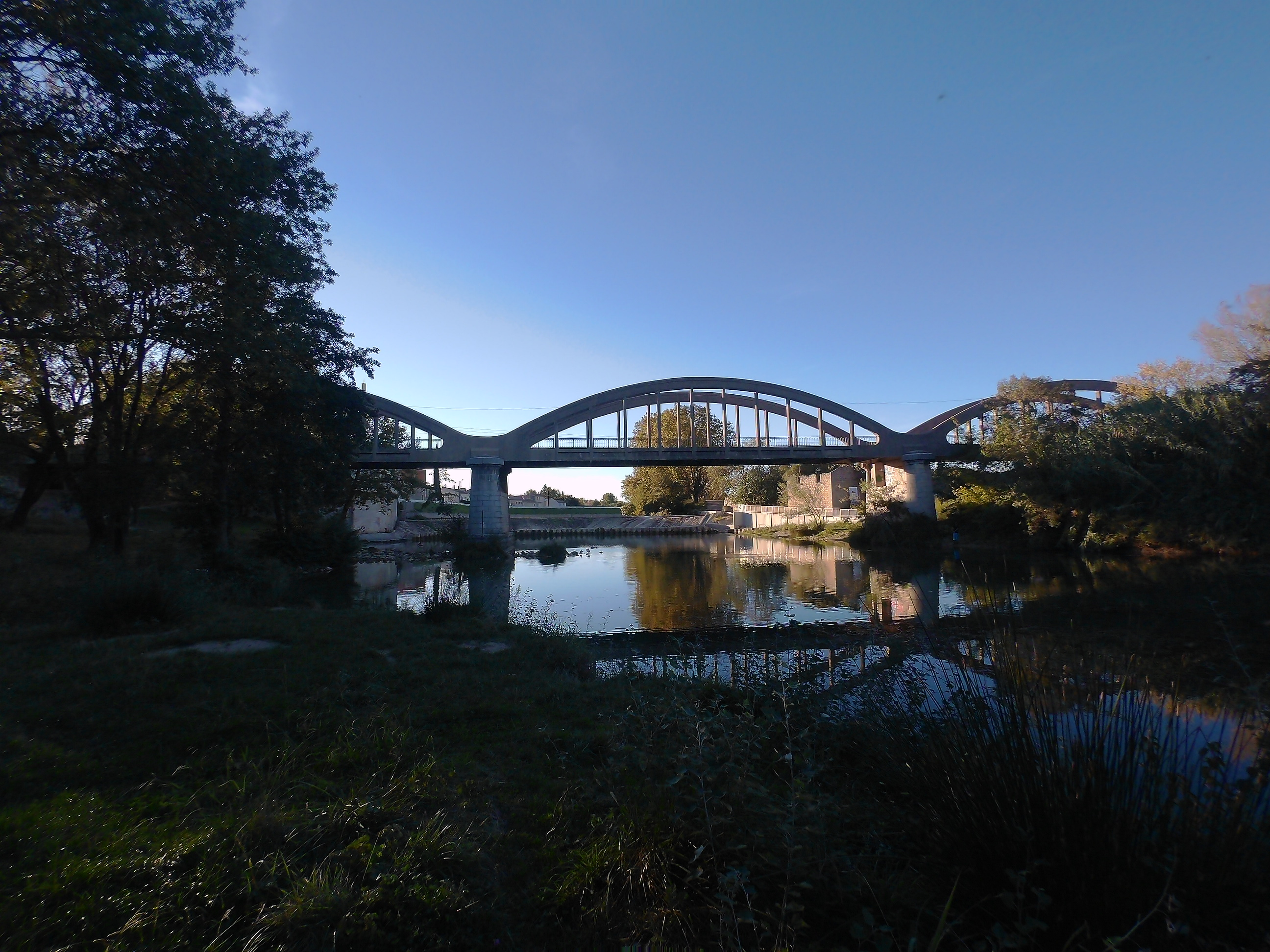
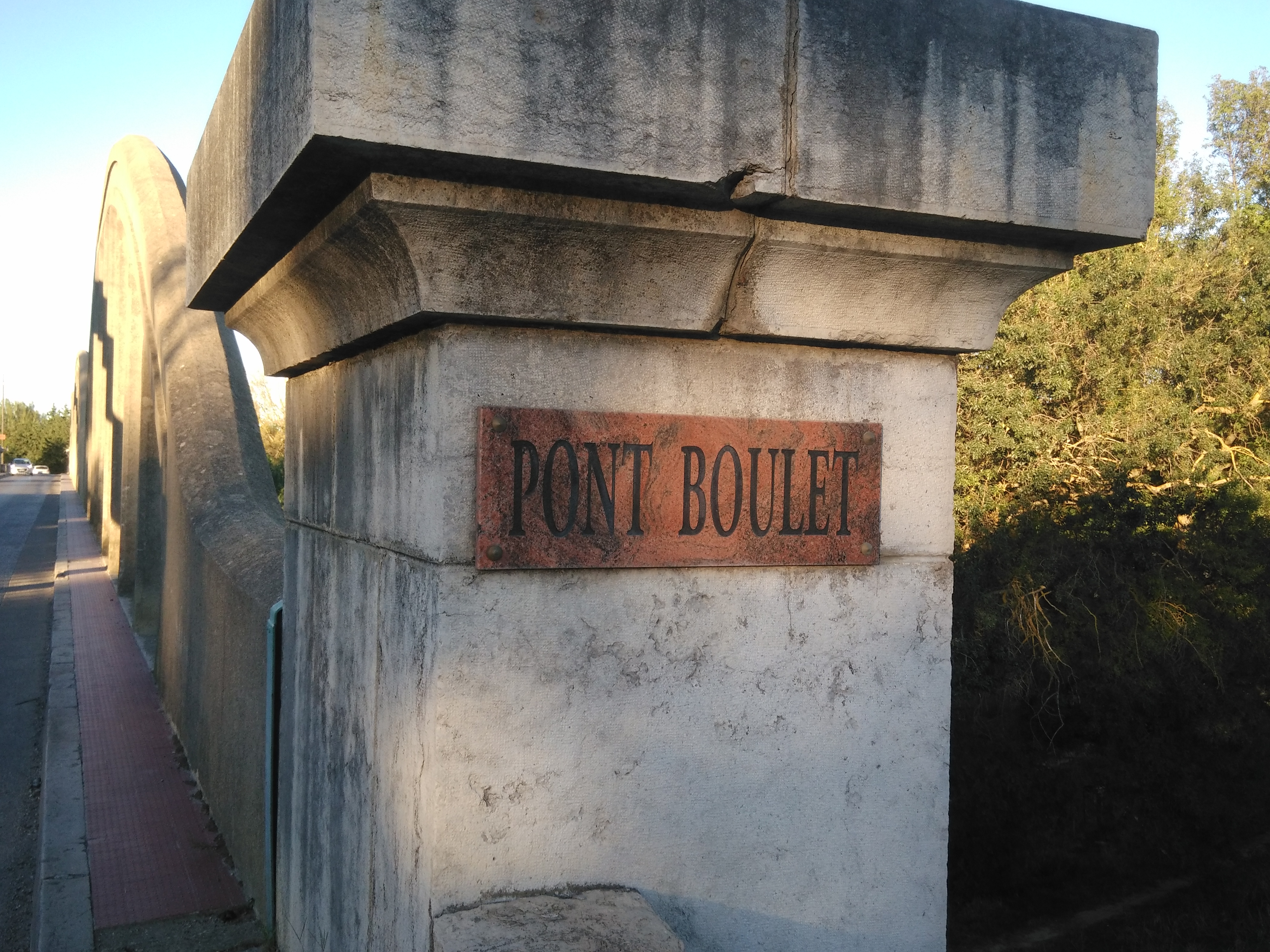

### Photographies de l’ancien passage à gué

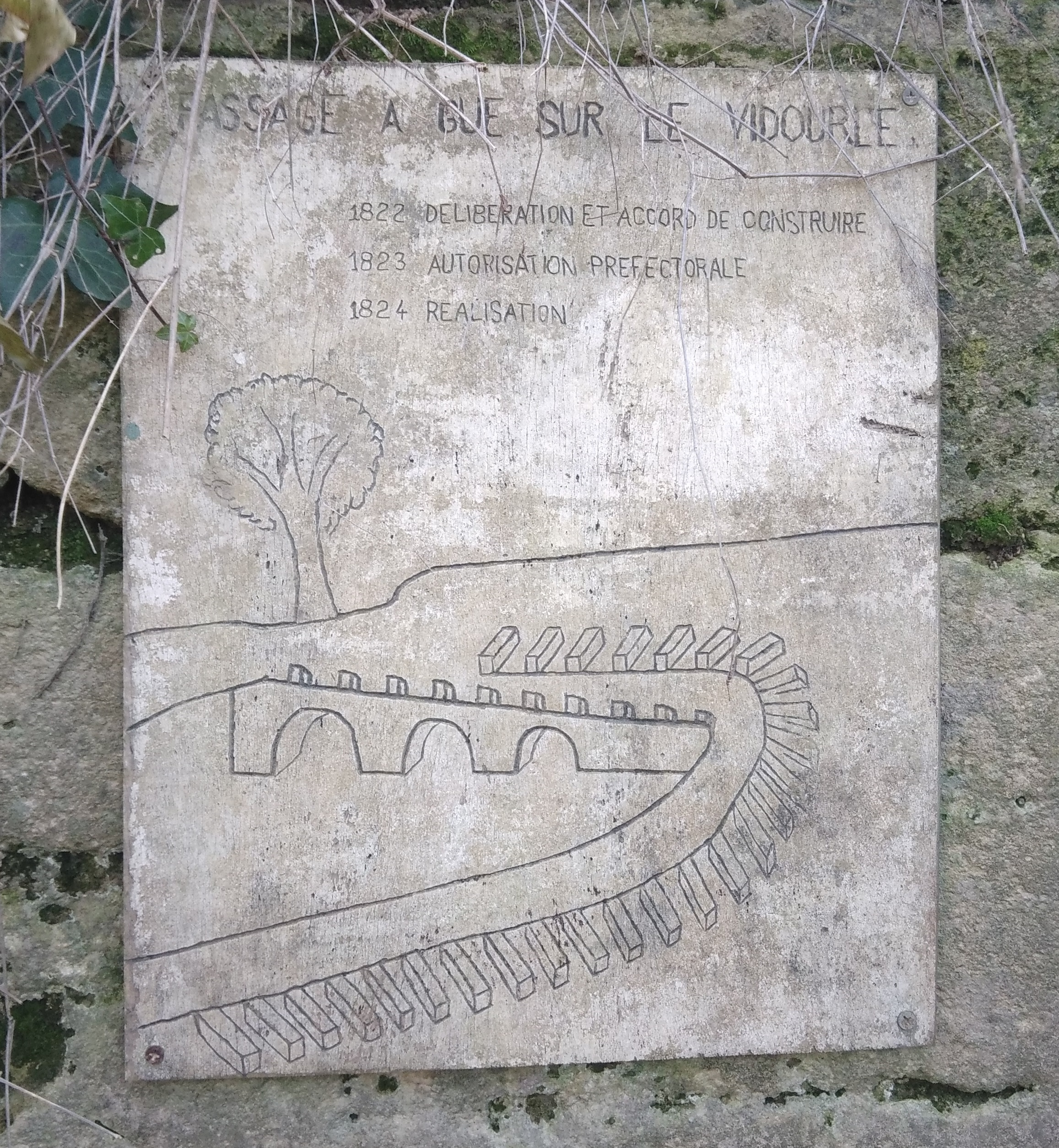
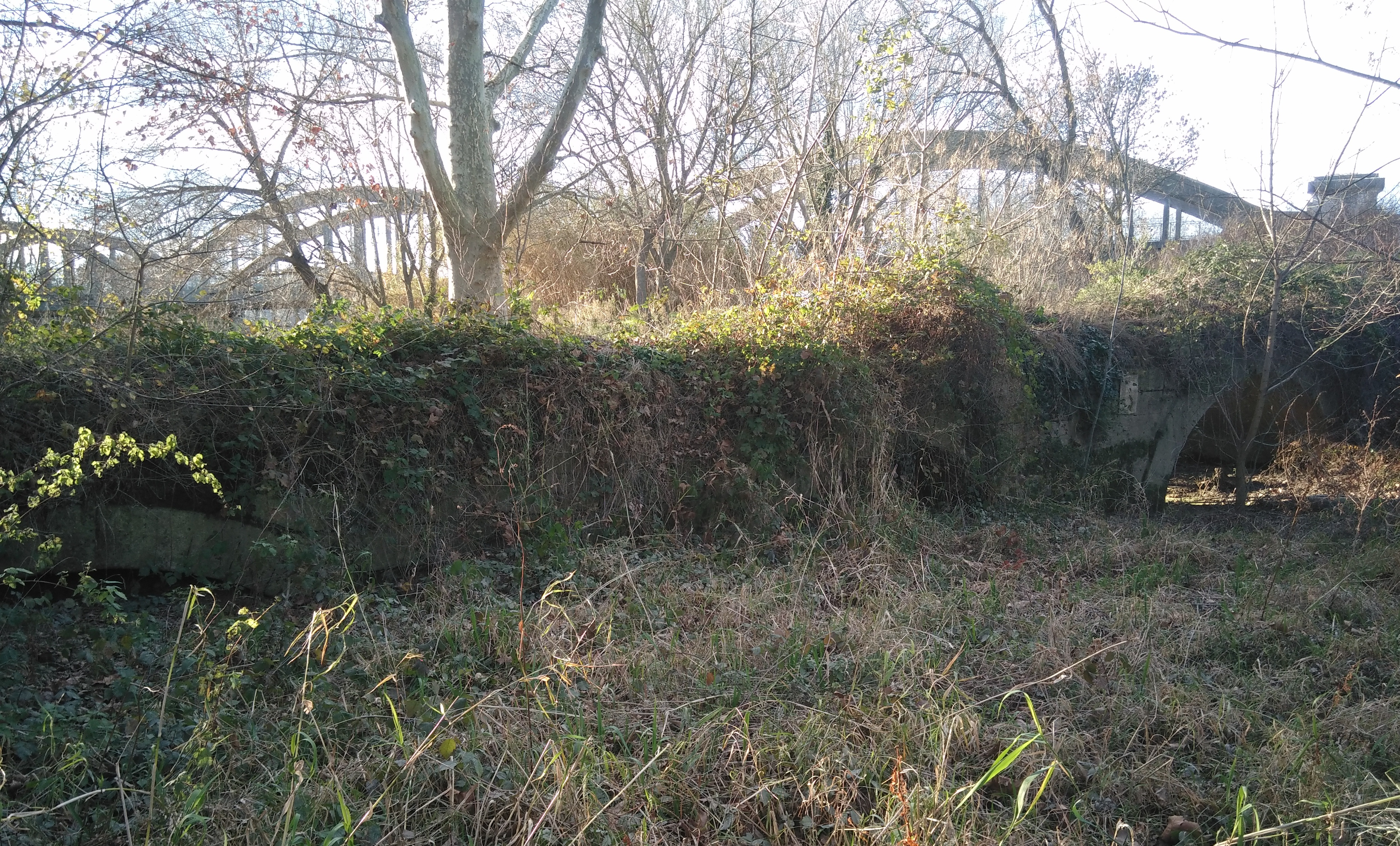